# Poolbillard-Bundesliga 2013/14
Die Poolbillard-Bundesliga 2013/14 war die 27. Spielzeit der höchsten österreichischen Spielklasse im Poolbillard. Sie begann am 28. September 2013 und endete am 27. April 2014. Pool X-Press Innsbruck wurde nach 2010 zum zweiten Mal österreichischer Meister. Titelverteidiger Billardtempel Linz kam auf den zweiten Platz und meldete seine Mannschaft anschließend aus der ersten Liga ab.

## Abschlusstabelle
| Platz | Mannschaft                  | S  | G  | U | V  | Punkte | Partien |
| ----- | --------------------------- | -- | -- | - | -- | ------ | ------- |
| 1     | Pool X-Press Innsbruck      | 14 | 14 | 0 | 0  | 41     | 86:27   |
| 2     | PBC Billardtempel Linz (M)  | 14 | 11 | 0 | 3  | 34     | 78:37   |
| 3     | SU Raika Zwettl             | 14 | 8  | 0 | 6  | 23     | 64:53   |
| 4     | BC Wiener Neustadt          | 14 | 7  | 0 | 7  | 22     | 59:58   |
| 5     | PBC Fair Play Wolfsberg (N) | 14 | 4  | 0 | 10 | 14     | 48:66   |
| 6     | 1. PBC RaiBa Bleiburg       | 14 | 4  | 0 | 10 | 13     | 45:70   |
| 7     | BV Viking Vöcklabruck       | 14 | 4  | 0 | 10 | 11     | 39:76   |
| 8     | 1. BC ASKÖ Taxenbach (N)    | 14 | 4  | 0 | 10 | 10     | 42:74   |

| Legende | Legende                                    |
| ------- | ------------------------------------------ |
|         |                                            |
| S       | Gespielte Spiele                           |
| G       | Siege                                      |
| U       | Unentschieden                              |
| V       | Niederlagen                                |
|         | Absteiger in die Regionalliga              |
| (M)     | Titelverteidiger                           |
| (N)     | Neuzugang, Aufsteiger aus der Regionalliga |

## Kreuztabelle
Die Kreuztabelle stellt die Ergebnisse aller Spiele dieser Saison dar. Die Heimmannschaft ist in der linken Spalte, die Gastmannschaft in der oberen Zeile aufgelistet.
|                         | XIN | BTL | RZT | WIN | WOL | BLE | BVV | TAX |
| ----------------------- | --- | --- | --- | --- | --- | --- | --- | --- |
| Pool X-Press Innsbruck  |     | 5:4 | 7:1 | 7:1 | 6:2 | 7:1 | 8:0 | 8:0 |
| PBC Billardtempel Linz  | 3:5 |     | 5:4 | 7:1 | 7:1 | 7:1 | 6:2 | 7:1 |
| SU Raika Zwettl         | 3:5 | 5:4 |     | 5:4 | 6:2 | 4:5 | 3:5 | 6:2 |
| BC Wiener Neustadt      | 2:6 | 3:5 | 5:3 |     | 6:2 | 6:2 | 5:4 | 4:5 |
| PBC Fair Play Wolfsberg | 3:5 | 2:6 | 2:6 | 4:5 |     | 5:3 | 4:5 | 7:1 |
| 1. PBC RaiBa Bleiburg   | 2:6 | 3:5 | 4:5 | 1:7 | 6:2 |     | 5:3 | 4:5 |
| BV Viking Vöcklabruck   | 2:6 | 2:6 | 0:8 | 2:6 | 2:6 | 2:6 |     | 5:3 |
| 1. BC ASKÖ Taxenbach    | 3:5 | 2:6 | 3:5 | 5:4 | 2:6 | 6:2 | 4:5 |     |

## Einzelrangliste
| #  | Spieler             | Verein                  | Partien |
| -- | ------------------- | ----------------------- | ------- |
| 1  | Maximilian Lechner  | Pool X-Press Innsbruck  | 24:4    |
| 2  | Mario He            | Pool X-Press Innsbruck  | 23:5    |
| 3  | Albin Ouschan       | PBC Billardtempel Linz  | 22:2    |
| 4  | Georg Höberl        | PBC Fair Play Wolfsberg | 21:7    |
| 5  | Thomas Knittel      | Pool X-Press Innsbruck  | 19:5    |
| 6  | Attila Bezdan       | PBC Billardtempel Linz  | 19:9    |
| 7  | Armin Stainko       | SU Raika Zwettl         | 18:10   |
| 8  | Jaroslav Polach     | BC Wiener Neustadt      | 18:6    |
| 9  | Gabor Solymosi      | PBC Billardtempel Linz  | 18:6    |
| 10 | Balázs Mikó         | Pool X-Press Innsbruck  | 17:7    |
| 11 | Thomas Aschauer     | PBC Billardtempel Linz  | 17:11   |
| 12 | Florian Laner       | 1. BC ASKÖ Taxenbach    | 16:12   |
| 13 | Daniel Guttenberger | SU Raika Zwettl         | 16:6    |
| 14 | Andreas Himmelbauer | SU Raika Zwettl         | 16:12   |
| 15 | Erich Gruber        | BC Wiener Neustadt      | 16:12   |
| 16 | Patrick Reiter      | 1. BC ASKÖ Taxenbach    | 14:14   |
| 17 | Markus Weichhart    | BV Viking Vöcklabruck   | 14:14   |
| 18 | Andreas Brandl      | PBC Billardtempel Linz  | 13:15   |
| 19 | Matjaz Demsar       | 1. PBC RaiBa Bleiburg   | 13:15   |
| 20 | Andreas Brezic      | 1. PBC RaiBa Bleiburg   | 11:11   |
| 21 | Alexander Wanner    | BC Wiener Neustadt      | 11:17   |
| 22 | Manuel Grill        | 1. PBC RaiBa Bleiburg   | 11:17   |
| 23 | Markus Gerhart      | SU Raika Zwettl         | 10:18   |
| 24 | Michael Stark       | BC Wiener Neustadt      | 9:19    |
| 25 | Thomas Perus        | 1. PBC RaiBa Bleiburg   | 9:19    |
| 26 | Marcel Wilfling     | PBC Fair Play Wolfsberg | 8:13    |
| 27 | Christian Stadler   | PBC Fair Play Wolfsberg | 7:14    |
| 28 | Markus Anzenberger  | BV Viking Vöcklabruck   | 7:21    |
| 29 | Christian Ring      | PBC Fair Play Wolfsberg | 6:19    |
| 30 | Friedrich Rassi     | PBC Fair Play Wolfsberg | 6:11    |
| 31 | Guido Gassner       | 1. BC ASKÖ Taxenbach    | 5:23    |
| 32 | Thomas Radakovits   | BC Wiener Neustadt      | 3:1     |
| 33 | Markus Löckher      | BV Viking Vöcklabruck   | 3:23    |
| 34 | Gerhard Schwab      | 1. BC ASKÖ Taxenbach    | 2:6     |
| 35 | Günther Buchner     | 1. BC ASKÖ Taxenbach    | 2:18    |
| 36 | Elmar Constantini   | Pool X-Press Innsbruck  | 1:3     |
| 37 | Bence Varga         | PBC Billardtempel Linz  | 1:3     |
| 38 | Rene Sommeregger    | Pool X-Press Innsbruck  | 1:3     |
| 39 | Thomas Stadlbauer   | SU Raika Zwettl         | 1:5     |
| 40 | Michael Fürster     | BV Viking Vöcklabruck   | 0:2     |
| 41 | Norbert Gruber      | BC Wiener Neustadt      | 0:4     |
| 42 | Niclas Gerdey       | 1. PBC RaiBa Bleiburg   | 0:6     |